# Metareva semidivisa
Metareva semidivisa là một loài bướm đêm thuộc phân họ Arctiinae, họ Erebidae.